# Jenny Tamas
Jenny Tamas (Herford, 18 januari 1990) is een Duitse ijshockeyster.
Jenny Tamas begon met ijshockeyen nadat ze op 12-jarige leeftijd naar de Olympische Winterspelen 2002 in Salt Lake City had gekeken. Ze meldde zich aan bij de dichtstbijzijnde ijshockeyclub in haar woonomgeving en begon met trainen. De enige leden van de club waren echter jongens en zodoende trainde ze dan ook maar met de jongens mee. Toen ze erachter kwam dat er een Duits vrouwenhockeyteam bestond groeide haar motivatie en wilde ze deel uitmaken van dat team.
Tamas ontwikkelde zich snel en ondanks dat haar medespelers van het andere geslacht waren behoorde ze toch tot de beteren. Ze speelde dan ook veel wedstrijden in de jongenscompetitie en toen ze zich goed genoeg achtte nam ze contact op met de Duitse ijshockeyfederatie en mocht ze een proefwedstrijd komen spelen bij het Duitse jeugdteam. Hier maakte ze meteen indruk en werd ze enige tijd later, op 15-jarige leeftijd al gepromoveerd naar het seniorenteam. Ondertussen bleef ze in de competitie nog altijd spelen in haar jongensteam en speelde ze alleen met vrouwen samen wanneer ze voor het nationale team uitkwam.
Het Duitse team kwalificeerde zich voor de Olympische Winterspelen 2006 in Turijn en Jenny werd geselecteerd. Inmiddels had ze al 14 interlands achter haar naam staan en was ze de jongste sporter in de Duitse Olympische Ploeg.